# 1983 en Italie
Chronologie de l'Italie
- 1979
- 1980
- 1981
- 1982
- 1983
- 1984
- 1985
- 1986
- 1987

1981 en Europe - 1982 en Europe - 1983 en Europe - 1984 en Europe - 1985 en Europe

## Évènements
- Janvier : manifeste dans le quotidien La Repubblica des chefs brigadistes emprisonnés, dont Renato Curcio et Alberto Franceschini, qui renoncent officiellement à la lutte armée[1].
- 11 janvier : naissance à Naples d'Alessandra Abbisogno, le premier bébé éprouvette italien[2].
- 15 janvier et 27 janvier : arrestation des chefs de Prima Linea, Sergio Segio[3] et Diego Forastieri[4].

- 24 janvier : fin du procès Moro à Rome ; la prison à vie pour Mario Moretti, Prospero Gallinari, Lauro Azzolini et 29 autres accusés[5].
- 29 janvier : un chef de la Camorra, Vincenzo Casillo, meurt dans un attentat à la voiture piégée à Rome[6].

- 13 février :
  - incendie du Cinéma Statuto à Turin[7].
  - l'effondrement du téléphérique de la station de ski de Champoluc à Ayas provoque la mort de 11 personnes[8].

- 29 avril : démission du gouvernement Fanfani. La coalition dirigée par Amintore Fanfani se divise par le désaccord entre démocrates-chrétiens et socialistes[9].

- 4 mai : le président de la République italienne charge Fanfani d’assurer la gestion des affaires courantes et dissout le Parlement[10].
- 7 mai : disparition de Mirella Gregori à Rome[11].

- 11 juin : lancement du porte-avions Giuseppe Garibaldi[12].
- 17 juin : « Vendredi noir de la Camorra » ; 856 mandats d'arrêt sont émis à Naples contre des hommes politiques, des avocats et des entrepreneurs accusés de liens avec la Nuova Camorra Organizzata de Raffaele Cutolo[13].
- 22 juin : disparition d'Emanuela Orlandi à Rome[11].

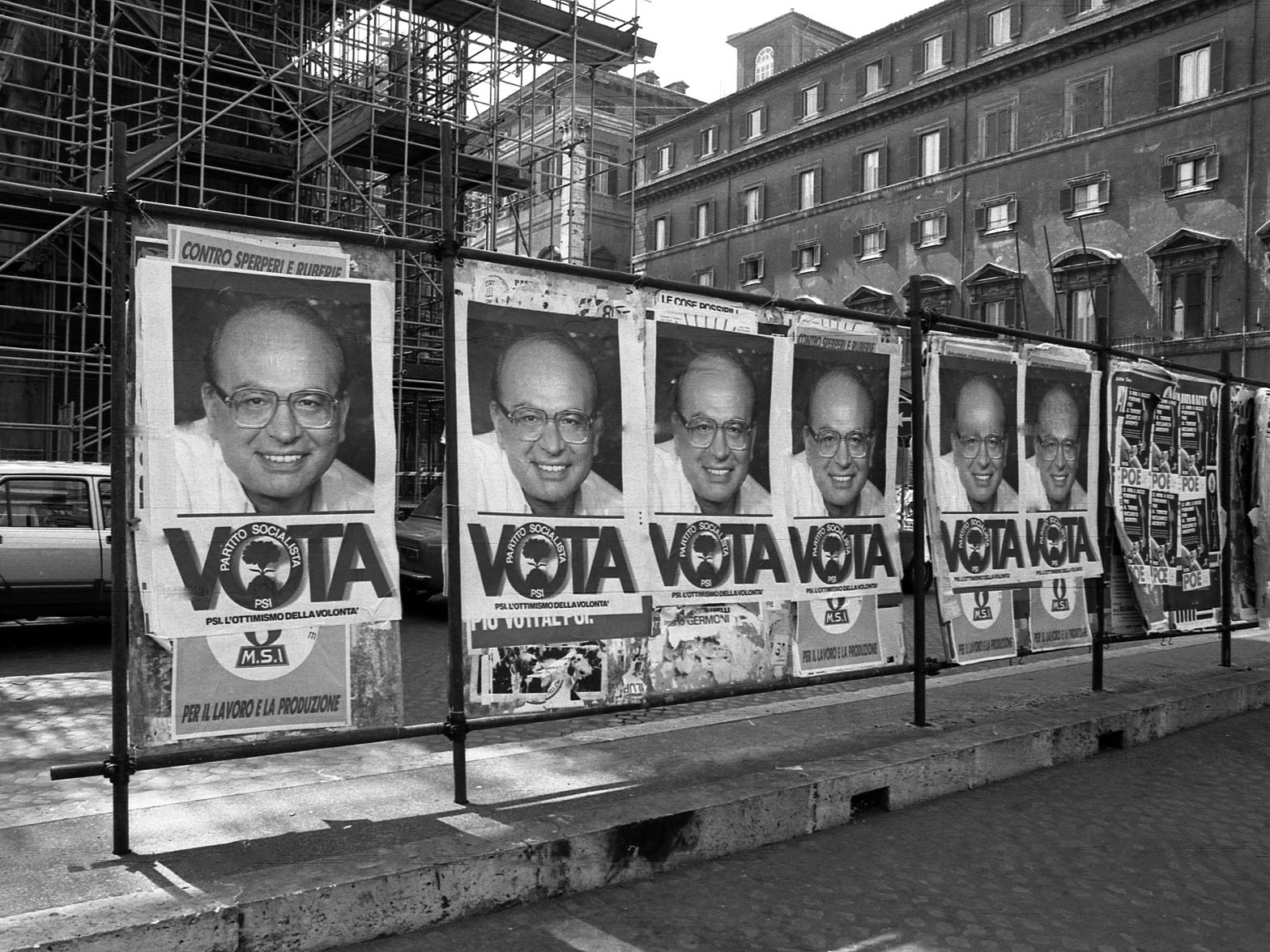
Affiches électorales du PSI de Bettino Craxi

- 26 juin : la Démocratie chrétienne tombe à 33 % aux élections législatives, le PCI à 29,9 %, le PSI progresse à 11,4 % et le MSI à 6,8 %[10].

- 12 juillet : ouverture de la IXe législature de la République italienne[14].
- 28 juillet : incendie de Curraggia en Sardaigne[15].
- 29 juillet : un attentat à la voiture piégée à Palerme commandité par la mafia provoque la mort du juge Rocco Chinnici, de deux de ses gardes du corps et du concierge de l'immeuble[16].

- 4 août : début du gouvernement Bettino Craxi (PSI-DC) (fin le 3 mars 1987)[14].
- 10 août : le financier Licio Gelli s'évade de la prison genevoise de Champ-Dollon en Suisse, dans laquelle il était détenu dans l'attente d'une extradition en Italie, à la suite du scandale de la loge P2[17].

- 9 septembre : deux touristes allemands, Jens-Uwe Rüsch et Horst Wilhelm Meyer, âgés de 24 ans, sont assassinés par balle à bord de leur fourgon Volkswagen à Scandicci près de Florence. C'est le sixième double meurtre du Monstre de Florence[18].

- 23 octobre : arrestation à Sao Paulo au Brésil des chefs mafieux Tommaso Buscetta et Tano Badalamenti, avec huit autres personnes[19].

- 18 décembre : tragédie de Nervi ; 34 marins conscrits de la caserne d'Aulla sont tués dans un accident de la route sur l'autoroute A12, alors qu'ils se rendaient à Turin pour assister au match Juventus-Inter[20].

- Décembre : euromissiles ; mise en place en Italie, en Grande-Bretagne, en Belgique, aux Pays-Bas et en RFA de 108 Pershing II et de 464 missiles de croisière américains Gryphon pour rééquilibrer les forces en Europe[21].

## Économie
- -0,2 % de croissance. Redémarrage de l’économie italienne. La croissance s’accélère, l’inflation ralentit, les déficits publics se comblent. Le poids de l’économie souterraine reste important (20-30 % du revenu national). La lire est dévaluée de 2,5 %.

## Culture

### Cinéma
- 2 juillet : 28e cérémonie des David di Donatello

#### Autres films sortis en Italie en 1983
- 5 février : Night Shift - Turno di notte (Les Croque-morts en folie), film américain de Ron Howard
- 7 octobre : E la nave va ... (Et vogue le navire ...), film franco-italien de Federico Fellini

#### Mostra de Venise
- Lion d'or d'honneur : Michelangelo Antonioni
- Lion d'or : Prénom Carmen de Jean-Luc Godard
- Coupe Volpi pour la meilleure interprétation féminine : Darling Légitimus pour Rue Cases-Nègres de Euzhan Palcy
- Coupe Volpi pour la meilleure interprétation masculine : Guy Boyd, George Dzundza, David Alan Grier, Mitchell Lichtenstein, Matthew Modine et Michael Wright pour Streamers de Robert Altman

### Littérature

#### Livres parus en 1983
- Italo Calvino, Monsieur Palomar
- Eugenio Corti, Le Cheval rouge
- Daniele Del Giudice, Le Stade de Wimbledon

#### Prix et récompenses
- Prix Strega : Mario Pomilio, Il Natale del 1833 (Rusconi)
- Prix Bagutta : Giorgio Bassani, In rima e senza, (Mondadori)
- Prix Campiello : Carlo Sgorlon, La conchiglia di Anataj
- Prix Malaparte : Anthony Burgess
- Prix Napoli : Michele Anzalone (it), L'umana compagnia (Città Armoniosa)
- Prix Stresa : Davide Lajolo, Il merlo di campagna e il merlo di città, (Rizzoli)
- Prix Viareggio : Giuliana Morandini, Caffè specchi

## Naissances en 1983
- x

## Décès en 1983
- 29 juillet : Rocco Chinnici, 58 ans, magistrat engagé dans la lutte antimafia tué par la Mafia lors d'un attentat à la voiture piégée. (° 19 janvier 1925)